# EmFire
emFire is een sublabel van Renaissance Records, dat eigendom is van DJ en muziekproducent Sasha. Het platenlabel is in 2007 opgericht. Tot op heden zijn er alleen platen op uitgekomen van Sasha zelf, en remixen van deze platen.

## Releasese
Uitgaves van oude nummers op nieuwe media zijn weggelaten. De nummers zijn gesorteerd op catalogusnummer.
- Sasha - Coma (2007)
- Sasha - Park It In The Shade (2007)
- Sasha - Who Killed Sparky? (2008)
- Sasha - Mongoose (2007)
- Sasha - Park It In The Shade (Audion Remix) (2008)
- Sasha - Spring Club Tour 2008 (2008)
- Sasha - 3 Little Piggys (2008)
- Sasha - Coma (Remixes) (2008)
- Sasha - The emFire Collection: Mixed, Unmixed & Remixed (2008)
- Sasha - The emFire Collection: Club Remixes (2008)